# Повет
Пове́т или по́вят (пол. powiat [ˈpɔvʲat], рус. дореф. повѣтъ, укр. повіт, бел. павет) — средняя административно-территориальная единица в Республике Польша.
Ранее повет — административно-территориальная единица в Великом княжестве Литовском и Русском и позже в  Речи Посполитой. Например в состав Киевского воеводства Польско-литовской республики входило три повета: Киевский, Овручский и Житомирский (и до 1500 года киевскому воеводе подчинялся и Путивльский повет).

## Этимология
Слово повет происходит от старославянского вѣтъ , что буквально обозначает место, где мужчины могут собраться вместе для решения своих вопросов. Исходя из этого изначально и определялся размер поветов.
В русском языке слово вѣтъ трансформировалось вначале в  вѣсъ, вѣсе, а затем — в вѣче; в современном написании — вече. 
В белорусском, польском и украинском языках исходная основа — вѣтъ (вет) — сохранилась.
С приставкой по слово получило современный вид, а именно: повет/повят. Ср. в русском языке: вода — идти по́ воду (т. е. за водой); река — вдоль по реке; мысль — помыслить, по́мысел.

## История
В актах Руси (Юго-Западной России) поветами назывались правительственные округа разной величины и значения: воеводства, староства, округа наместников (державцев, тивунов) и даже более мелкие административные объединённые территории. Нередко повет употреблялся и в значении земли, волости.
С XVI века разделение русских земель на поветы перешло и в Малороссию, и как судебно-административная единица повет появляется с судебной реформой 1763 года, когда восстановлено было судебное устройство Литовского статута. Поветом назывался округ, состоявший из большего или меньшего числа сотен, подсудных поветовому земскому суду, имевшему своё пребывание в поветовом городе. Всякий реестровый полк разделен был на два повета, за исключением Нежинского полка, который разделен был на три повета, и Полтавского, который образовал один повет. Таким образом всё Войско Запорожское реестровое разделялась на 20 поветов. В каждом повете учрежден был земский суд. В Царстве Польском и западных губерниях России уезды до 1831 года именовались поветами, а земские суды — поветовыми судами.
В знаменитой повести Н. В. Гоголя Иван Иванович и Иван Никифорович подают позовы (исковые требования) друг на друга в миргородский поветовый суд.

## Великое княжество Литовское и Русское

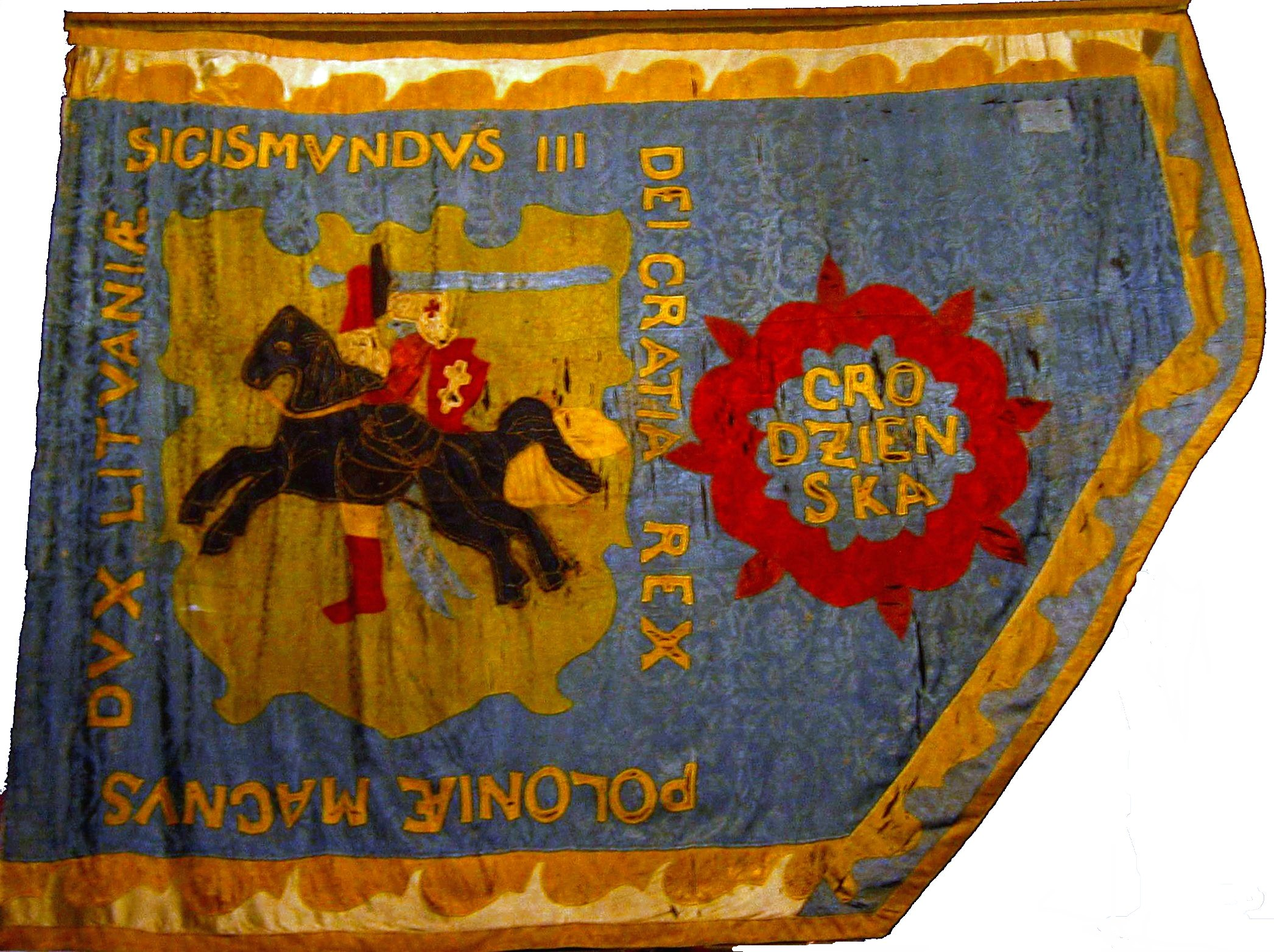
Хоругвь Гродненского повета, 1619 год.

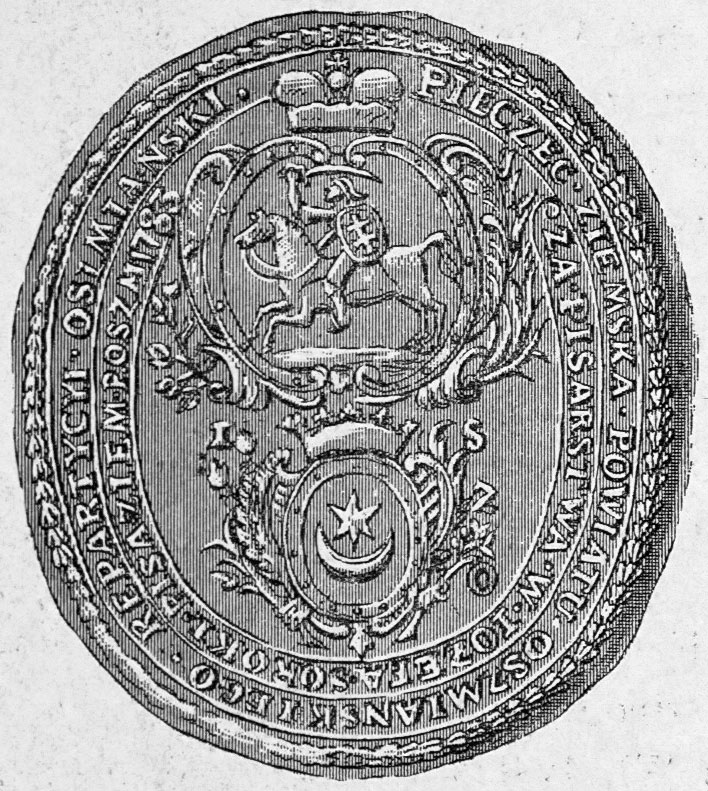
Печать Ошмянского повета, 1783 год.

В Великом княжестве Литовском и Русском в начале XV века были введены новые административно-территориальные единицы — воеводства, например Подольское. В 1564—1566 годах в результате административной реформы входившие в их состав волости были объединены в более крупные административно-территориальные образования — поветы. По два депутата от шляхты каждого повета приглашались на вальный (всеобщий) сейм. Представители поветов подавали просьбы и жалобы, ответы на которые давал великий князь, посоветовавшись с панами-радой.
Главой в повете являлся староста. Он назначался великим князем и Радой. Правовое положение старосты зависело от повета, который он возглавлял, и от того, кто эту должность занимал, от его родственных связей и происхождения. Староста, как и воевода, обязан был следить за порядком, надзирать за хозяйством государственных имений и за поступлением доходов, заботиться о боеготовности замков, собирать ополчение в случае опасности, рассматривать уголовные дела, следить за исправлением судопроизводства.
В повете также были должности ключника, возного, стайника, городничего, лесничего, тиуна, хорунжего (поветового знаменосца, собиравшего всех военнообязанных людей повета в случае военной угрозы). Помощником старосты по военным делам был поветовый маршалок, командовавший поветовым ополчением шляхты. Административно-судебные функции в повете мог выполнять помощник старосты ― подстароста.
Сословно-представительными органами в повете были сеймики, законодательно введённые Статутом 1566 года. На них могли по желанию присутствовать все шляхтичи повета. Здесь обсуждались как местные, так и общегосударственные дела. Поветовые сеймики собирались ежегодно и даже несколько раз в год. Председательствовал или наибольший по должности пан или поветовый маршалок. На сеймиках выбирались депутаты на вальный сейм, вырабатывались для них инструкции и просьбы к власти, выбирались кандидаты в земские и подкоморские суды, обозначались размеры податей на нужды повета, заслушивалась информация о сеймах.

## Современная Польша

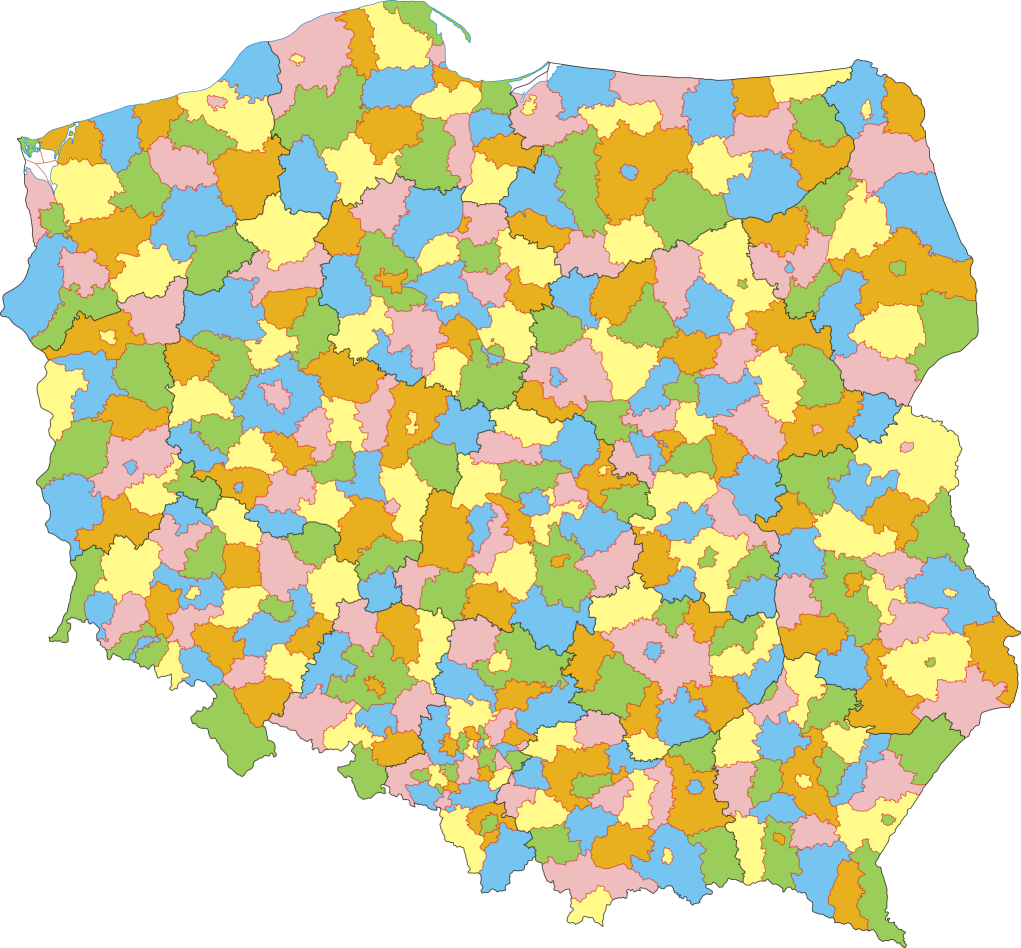
Карта польских поветов

С 1 января 1999 года Польша делилась на 308 сельских поветов и 65 городских (города на правах повета). По состоянию на 19 июля 2019 года Польша делится на 314 сельских поветов и 66 городских (города на правах повета).
Городом на правах повета является город, в котором проживают около 100 тыс. жителей или больше, а также город, который с 31 декабря 1998 года перестал быть центром воеводства. Повет должен охватывать по возможности однородную по поселенческой и пространственной структуре и по общественным экономическим связям территорию.
В Польше в сферу обязанностей руководства поветов включены все локальные вопросы, выходящие за границы гмины, в частности, охрана общественного порядка и общая безопасность, противопожарная безопасность и защита от наводнений, предупреждение стихийных бедствий и устранение их последствий, содержание общих больниц, борьба с безработицей, строительство и содержание междугминных дорог.
Поветам могут делегироваться права воеводств в тех вопросах, которые могут решаться на месте.
Гмина и повет решают все административные вопросы их жителей. Таким образом граждане избавляются от необходимости ездить в воеводский центр для решения административных проблем.
Повет имеет отдельный бюджет, а его доходы не зависят от доходов гмин. Повет не осуществляет надзор за деятельностью гмин, не может отбирать их права и вмешиваться в их финансовое управление. Финансово автономный повет может проводить собственную бюджетную политику.
Совет повета избирается на выборах самоуправления.
Размер повета выбирается так, чтобы вся деятельность его администрации могла находиться под непосредственным контролем избирателей. Начальником совета управления является староста.